# 花坮郡
花坮郡（朝鲜语：／ Hwadae gun */?）是朝鲜一個位於咸鏡北道南部海岸的郡，當地的舞水端里是大浦洞1號的發射場，用來為朝鲜作導彈試驗及發射人造衛星之用。

## 名稱
由於「花坮郡」裡的「坮」字並非一般常用的中文及日文系統的常用字，大多數傳媒都會把名稱寫作「华台郡」、「花台郡」或「花臺郡」，以便能夠正確顯示或輸入。

## 地理
花坮郡的東側和南側向東朝鮮海。北部都是海拔1,000m以上的山地，但海岸地方卻是平野。
在花坮郡與金策市劃分邊界的南大川，是花坮郡的主要河川，從它還分支出花坮川和龍山川等河川。這裡的海岸線跟南北韓在東朝鮮海的其他海岸同樣單調。山林佔了全郡面積的83%。由於有和暖的海風調節，當地冬天的氣溫比較溫和。

## 氣候
年平均溫度為 7.6℃，1月時約為 -7℃，8月時約為 22.2℃。年平均降水量為 700mm。

## 历史
花坮郡是二战后朝鲜民主主义人民共和国新设的郡，原分属明川郡和吉州郡。1952年12月朝鲜行政区划改编，将吉州郡东海面、明川郡下古面、下加面全体，以及上古面一部分（10个里）、上加面一部分（1个里）合并新设花坮郡。新设花坮邑，即原下加面花坮里。新设的花坮郡总共1邑22面。

### 年表
- 1952年12月 － 新设花坮郡（1邑22面）。
- 1954年10月 － 花坮邑部分编入自佳里。以自佳里、杨村里部分新设松洞里、石岘里。将龙沼里（용소리）及长德里的部分编入杨村里。将屯田里（둔전리）编入花坮邑。
- 1958年6月 - 将梁上里（양상리）分割，编入花坮邑和泗浦里。将东湖里（동호리）和仓前里（창전리）合并，新设舞水端里。
- 1961年3月 - 鹤林里（학림리）改名为龙原里，铁守里（철수리）改名为石城里。

## 行政區劃
花坮郡的行政區劃可以分為一個邑和20個里，分別為：
- 邑：花坮邑（화대읍）
- 里：錦城（금성리）、石城（석성리）、倉村（창촌리）、龍原里（룡원리）、不老里（불로리）、龍浦里（룡포리）、泗浦里（사포리）、自佳里（자가리）、松洞里（송동리）、石峴里（석현리）、楊村（양촌리）、長德里（장덕리）、土垣里（토원리）、周儀里（주의리）、橋鄉里（교향리）、旌門里（정문리）、荷坪里（하평리）、舞水端里（무수단리）、甑山（증산리）、木津里（목진리）

## 產業
農業和水產業是當地的主要產業。
花坮郡的面積有13％是耕地，主要農產有：大米、玉米、大豆、蔬菜、煙草等。家畜有：牛、羊、豬、雞等，當中以被稱為花坮羊的優質羊品種尤為特產。在荷坪里的養蠶業很發達。沿近海有鱈魚、魚、鱒魚、沙丁魚、玉筋魚等豐富的水產資源，是咸鏡北道的主要水產基地。當中的魚，在舞水端里附近的近海域是日本海最多漁獲的海域。此外，在當地有舞水端淺海養殖事業所和泗浦水產事業所，所生產的昆布和海苔都很優質。郡內還有醋、家具、農機具、食料工場等產業。

## 交通
由於沒有鐵道，當地只有靠公路及海路與其他地方聯繫。
道路方面，與吉州郡及清津市有公路連結；海路方面，以泗浦港為中心與郡外的清津及羅津、郡內的舞水端里及木津里連結。

## 外部連結
-  環球世界大百科事典 － 花臺郡